# The Silence (film 2019)
The Silence è un film horror del 2019 diretto da John R. Leonetti e tratto sul romanzo omonimo di Tim Lebbon del 2015.

## Trama
Un gruppo di speleologi, dalle profondità di una miniera, portano alla luce una specie sconosciuta di creature simili a degli pterosauri denominate più avanti “Vispi", che li uccidono violentemente, volando poi fuori dalla miniera.
Ally è una adolescente che ha perso l'udito in un incidente d'auto, vive con i suoi genitori Hugh e Kelly Andrews, sua nonna materna Lynn, che ha un cancro terminale al polmone, suo fratello Jude e il loro cane Otis. Mentre si diffonde la notizia dell'invasione dei Vispi, il governo degli Stati Uniti dichiara lo stato di emergenza  chiedendo alle persone di rimanere in casa in silenzio. Glenn il migliore amico di Hugh, suggerisce di dirigersi verso la campagna e porta i suoi fucili. Così in due macchine viaggiano allontanandosi da casa. Durante il percorso si fermano a fare benzina e un uomo tenta di impadronirsi della macchina di Hugh, Glenn è costretto a sparare all'uomo ad una gamba, per poi lasciarlo lì.
Continuando nel viaggio il gruppo si trova di fronte un enorme ingorgo stradale, cosicché Glenn decide di andare fuori strada, ma attraversando rapidamente la campagna l'auto di Glenn viene colpita da una mandria di cervi in fuga e precipita giù da un dirupo; Glenn sopravvive ma è intrappolato nella macchina, Hugh e Kelly non riescono a liberarlo e lui chiede a Hugh di andarsene e lasciarlo lì; nel mentre, la famiglia di Andrews ritorna alla loro auto ed il cane Otis inizia ad abbaiare attirando così i Vispi, che attaccano la macchina degli Anderws; Glenn ancora intrappolato spara con la sua pistola allontanandoli dalla macchina di Andrews, attirandoli a sé e sacrificandosi. Per mantenere la sua famiglia al sicuro, Hugh è costretto a lasciare Otis fuori dalla macchina, e andando via Kelly consola Ally e Jude per la perdita del cane. Grazie a un rischioso esperimento, Hugh capisce che i Vispi sono ciechi e cacciano usando solo il loro udito molto sviluppato. Ally dice che tutti hanno l'abilità di sopravvivere in silenzio, a causa della sua sordità.
Hugh guida la sua famiglia a piedi dopo aver incendiato la macchina di Glenn come esca. Lynn fatica a tenere il passo, e la sua tosse mette a rischio tutta la famiglia. Jude vede una casa in campagna. La famiglia si dirige verso di essa e trova un'alta recinzione con un cancello chiuso a chiave. Il loro arrivo allarma la proprietaria della casa, che ignara della situazione, inizia a gridare intimandogli di andare via. I Vispi la attaccano e la uccidono. La famiglia usa così un pozzo di scolo per entrare nella casa, ma un serpente a sonagli nascosto nello scarico spaventa Jude, che si sforza di tacere, sfortunatamente i sibili del serpente iniziano ad attirare altri Vispi, che procurano infine una ferita alla gamba di Kelly. Hugh distrae i predatori accendendo una trinciatrice, ed attirati dal rumore ci volano dentro facendo sì che la macchina li triti, finalmente la famiglia entra in casa.
Mentre gli altri riposano, Ally contatta il suo ragazzo Rob che le dice che i suoi genitori sono morti. Apprende anche che diversi culti religiosi sono sorti sulla scia del disastro. Al mattino si accorgono che la ferita di Kelly è purulenta, quindi Hugh e Ally partono per trovare antibiotici. Mentre è al negozio, Ally scopre che i Vispi depositano le uova nei cadaveri. Tornando a casa, il reverendo di un culto prova a reclutarli, ma senza successo. Il reverendo li minaccia ringhiando mentre Hugh e Ally si allontanano. Ritornano alla casa con gli antibiotici e Kelly si riprende, nel frattempo Ally apprende da internet che i Vispi non possono sopravvivere al freddo.
Il reverendo trova il nascondiglio della famiglia e si presenta con un gruppo di suoi seguaci, chiedendo nuovamente che la famiglia di Hugh si unisca a loro. Hugh chiede educatamente di andarsene, a quel punto il reverendo rivela il suo interesse per la fertilità di Ally. Hugh li minaccia con un fucile, costringendo gli adepti ad andarsene. Rob contatta brevemente Ally, facendole sapere che è diretto a nord verso "il rifugio".
Hugh e Kelly si svegliano di notte e trovano una bambina alla porta. Dopo averla fatta entrare, scoprono tristemente che fa parte del culto senza lingua. Ci sono diversi telefoni legati a lei e posizionati intorno alla casa che improvvisamente si accendono, attirando l'attenzione dei Vispi. Così i membri del culto rapiscono Ally indisturbati, ma la nonna Lynn corre fuori per aiutarla, tenendo a terra i rapitori di Ally e urlando per attirare i Vispi, che attaccano e uccidono sia lei che i rapitori, mentre Ally fugge. Hugh, Kelly e Jude combattono e uccidono gran parte dei fanatici, anche se Hugh viene pugnalato.
Diverse settimane dopo, la famiglia di Andrews sopravvissuta attraversa l'America è alla fine arrivata al rifugio, Ally trova Rob e insieme cacciano i Vispi con le frecce. Ally si chiede se faranno prima questi esseri ad adattarsi al freddo, o gli umani a uno stile di vita senza suoni, come lei.

## Promozione
Il 29 marzo 2019, Netflix ha pubblicato il trailer ufficiale del film.

## Distribuzione
Il film è stato distribuito sulla piattaforma di streaming Netflix il 10 aprile 2019.